# Sucullo
Sucullo ( palabra aimara para un bebé para quien se celebró un cierto rito tradicional en la plaza principal junto con los otros niños que nacieron en el mismo año) es una montaña en la cordillera Chunta en los Andes del Perú, tiene una altitud de 5095 metros (16 716 pies) sobre el nivel del mar. Se encuentra en la región de Huancavelica, provincia de Castrovirreyna, en la frontera de los distritos de Aurahuá y Castrovirreyna.